# Rock tchèque
Le rock tchèque désigne le rock interprété par des groupes et artistes tchèques.

## Histoire
Pendant la période communiste, la scène rock tchèque est une composante de la dissidence culturelle. L'écrivain Jáchym Topol raconte combien la police tchécoslovaque craignait ces concerts cachés. La République tchèque n'est pas un pays renommé pour son rock. Il existe cependant beaucoup de groupes, notamment des groupes de métal, qui intéressent beaucoup les jeunes et qui se multiplient dans le pays. Le rock devient ainsi de plus en plus populaire à l'image de l'Allemagne dont la scène nationale très dynamique.
Le rock émerge en Tchécoslovaquie (la République tchèque sous le régime communiste) à la fin des années 1950. Durant cette période, un groupe nommé The Accord Club reprend en tchèque le morceau Rock Around the Clock de Bill Haley, en 1956.
L'un des groupes les plus emblématiques du rock tchèque est Plastic People of the Universe, formé en 1968. À ses débuts, le groupe joue dans la scène underground du pays et enregistre plusieurs albums. L'arrestation de plusieurs de ses membres, en 1976, est l'un des événements qui mènera à la création de la Charte 77. L'ancien président tchèque Václav Havel aura même écrit des paroles pour eux.
Durant les années 1980, un groupe nommé Už Jsme Doma fait surface à Prague. Il est l'un de groupes tchèques à avoir tourné à l'international, notamment avec The Residents.
Dans les années 2000 émerge le groupe Kultur Shock, composé de bosniens, d'un couple de Bulgares, un bassiste japonais originaire de Tokyo, et une section instrumentale issue de Seattle, aux États-Unis. Tous militent en faveur d'une non-régularisation de l'immigration dans le pays, tout en se rappelant les bombardements qui ont eu lieu contre des réfugiés. Gogol Bordello a également joué un rôle dominant dans la scène rock tchèque, devenant ainsi aussi populaire que Madonna. Également d'autres groupes apparaissent dans les années 2000-2010 comme Domasa, qui mêle techno (instrumentalement avec des tubas, harmoniums, trompettes, et sousaphones, notamment) et rock en un genre qu'ils ont eux-mêmes baptisé « dechno ».
Il existe également des émissions qui font appel au public rock comme Cesko Slovenska Superstar, la version tchèque/slovaque de Pop Idol, à laquelle des concurrents comme Vaclav Lebeda (alias Voxel) ont participé. L'artiste, qui ne connait à l'origine pas le succès, sortira le single V siti en 2012.

## Groupes et artistes
- Buty
- Daniel Landa
- Divokej Bill
- Expedice Apalucha
- Krabathor
- Kabát (participant au concours Eurovision de la chanson)
- Kryštof
- Lucie
- Maniac Butcher
- Metalinda
- Motorband
- Monkey Business
- Olympic
- Plexis
- Plastic People of the Universe
- Pražský výběr
- Sax
- Sonyk Bel
- Support Lesbiens
- Trollech
- Už Jsme Doma[2]
- Wanastowi Vjecy
- Wohnout